# فرودگاه سلطان محمود
فرودگاه سلطان محمود (به انگلیسی: Sultan Mahmud Airport) (به زبان بومی: Lapangan Terbang Sultan Mahmud) یک فرودگاه همگانی مسافربری با کد یاتا TGG است که یک باند فرود آسفالت دارد و طول باند آن ۳۴۸۰ متر است. این فرودگاه در کشور مالزی قرار دارد و در ارتفاع ۶ متری از سطح دریا واقع شده است.

## شرکت‌های هواپیمایی و مقصدهای پروازی
| شرکت‌های هواپیمایی | مقصدهای پروازی                                             |
| ----------------- | ---------------------------------------------------------- |
| ایرآسیا           | ثنای، کوالالامپور                                          |
| Firefly           | سلطان عبدالعزیز شاه                                        |
| مالزی ایرلاینز    | کوالالامپور Hajj: ملک عبدالعزیز، شاهزاده محمد بن عبدالعزیز |
| مالیندو ایر       | سلطان عبدالعزیز شاه                                        |